# Тоннэыпсон
Тоннэыпсон (кор. 동래읍성지) — крепость времён династии Чосон в Тоннэгу города-метрополии Пусан, Республика Корея. Является частью исторического парка Тоннэ. В настоящее время представляет собой руины.

## История
Предполагается, что крепость была сооружена около 1 в. н. э. Впервые, однако, крепость упоминается в 1021 году, в 12-м году правления короля Хёнджона из династии Корё в связи с тем, что в этом году была отремонтирована её стена.
Когда в 1592 году японцы вторглись в Корею, крепость стала одной из их первых целей, наряду с крепостью Пусанджинсон. Во время битвы за Тоннэ погибли мэр Тоннэ-бу Сон Санхён, другие высокопоставленные корейские сановники и много простых корейцев.
Стена была отреставрирована и расширена мэром Тоннэ-бу Чон Онсопом в 1713 году, при этом её периметр увеличился до 5240 метров. У неё были 4 ворот: Чихиру (восточные), Симсонну (западные), Мууру (южные), и Ыниллу (северные). Над южными воротами была построена боковая крепость; над остальными воротами возведены небольшие оборонительные сооружения — наблюдательные вышки Тонджандэ (восточная), Соджандэ (западная) и Пукчандэ (северная), северные ворота, ворота Инсэнмун и укреплены стены.
Крепость была разрушена в 1910 году японцами, которые методично уничтожали корейские оборонительные сооружения. Восстановлена в послевоенный период.
В настоящее время в пределах крепостных стен находятся несколько отреставрированных сооружений. В 1972 году та крепость занесена в реестр памятников архитектуры города-метрополии Пусан под номером 5.